# 大統領暗殺
『大統領暗殺』（だいとうりょうあんさつ、原題: Death of a President）は、2006年公開のイギリスの映画。

## 概要
「現職の第43代ジョージ・W・ブッシュアメリカ合衆国大統領が暗殺されたらアメリカは、世界はどうなる?」という内容のモキュメンタリーである。本作の原作・監督はガブリエル・レンジ。暗殺の場面はストック・フッテージに合成を施して製作された。
2006年9月10日、トロント国際映画祭で上映され、国際批評家賞を受賞している。イギリスでは劇場公開はされず、劇中での暗殺日の1年前に当たる2006年10月19日にチャンネル4で放映された。
日本では2007年10月6日から全国順次公開された。

## ストーリー
2007年10月19日、アメリカ合衆国大統領ジョージ・W・ブッシュを乗せた専用機がシカゴに到着する。彼が演説をする経済フォーラムの会場であるシカゴ・シェラトン・ホテルの周辺では、戦争に反対する大規模な抗議デモにより治安部隊と衝突が起きている。演説を終えたブッシュが、ホテルの外で人々と握手を交わしリムジンに乗り込んで帰途に着こうとしたその瞬間、暗殺者の手により大統領に向けて銃弾が2発放たれる。
崩れ落ちて病院へと運ばれる大統領と騒然とする現場。合衆国大統領狙撃の一報は、瞬く間にTV画面などを通して全米、更には世界各地に広がっていく。医師団の必死の努力も空しく、駆けつけた夫人ら関係者に見守られながら大統領は死亡。アメリカ大統領の死は世界中に衝撃を与える。
報道機関はすぐにこの事件とその政治的影響について報道し始める。当局が先に戦争反対の被拘禁者を逮捕し尋問したことを受け、シリア出身のIT専門家ジャマル・アブ・ジクリ（マリク・ベイダー）が最有力容疑者となる。
大統領に昇格したディック・チェイニー副大統領は、暗殺容疑者のジクリがアルカイダと関係があった可能性があるとして、自身の国内政治安全保障政策を推し進めようとする。チェイニーはシリア攻撃を検討している中、アメリカ国民や外国人居住者に対するFBI、警察、その他の政府機関の捜査権限を強化する米国愛国者法IIIの制定を求めている。
妻のザーラ（ヘンド・アユーブ）が満員の法廷で弁護士のドーン・ノートン（パトリシア・バックリー）と共に判決を待つ中、ジクリは疑わしい法医学証拠に基づいて米国大統領殺害の罪で有罪判決を受け、死刑を宣告される。一方、マリアン・クレイボン（チャベス・ラヴィン）へのインタビューによって裏付けられた新たな報告書は、犯人がイリノイ州ロック・アイランドに住んでいた1991年の湾岸戦争に従軍した退役軍人である彼女の夫アル・クレイボン（トニー・デイル）である可能性が高いことを示している。彼は、最近イラク戦争で死亡した米兵デイヴィッド・クレイボンの父親でもある。息子の死をブッシュ大統領のせいにしているこの容疑者は、ブッシュ暗殺後に自殺した。クレイボンの遺書は、シカゴ在住のイラク戦争に従軍した退役軍人で以前は容疑者と見做されていた次男ケイシー・クレイボン（ネコ・パーハム）に宛てたもので、次のように書いてある。
「私が支持し、私があなたに支持させた全てのことが悪となった。不道徳な目的のために、嘘のために死ぬのは名誉なことではない。私は自分の国を愛しているが、それ以上に神と神が私に与えて下さった息子たちを愛している。私はケイシーとデイヴィッドのために正しいことをしなければならない。ジョージ・ブッシュは私たちのデイヴィッドを殺した。私は彼を許すことが出来ない。」
ブッシュ大統領暗殺から10か月が経過した現在も、政府当局者が意図的にジクリ死刑囚の控訴の手続きを遅らせているため、ジクリ死刑囚はステイトヴィル矯正センターに留置されている。更に、ケイシー・クレイボンは亡くなった父親のロックアイランドの家で、父親が銃撃を計画していた証拠を発見する。最も有力な証拠は、2007年10月19日のブッシュ大統領のシカゴでの予定を分単位で記載した極秘の旅程表のコピーである。米国政府が大統領暗殺者アル・クレイボンがどうやってその極秘文書を入手したのか調査を続けている。
映画の最後では、チェイニー大統領肝いりの米国愛国者法IIIが恒久法として署名され、「捜査当局に前例のない拘禁と監視の権限を与え、行政府の権限を更に拡大した」という説明がなされる。

## 邦題
日本の配給元であるプレシディオでは『ブッシュ暗殺』という邦題をつけていたが、映倫管理委員会は映画倫理規程の条項に当たるとして変更を求めた。当初は変更を拒んでいたが、上映できなくなる恐れもあったため変更を受け入れた。また、PG-12に指定されている。

## 参照
1. 1 2  “Death of a President”. Box Office Mojo.  Amazon.com. 2012年4月19日閲覧。
2. ↑  http://www.asahi.com/culture/movie/TKY200706080075.html